# Râul Sangha
Sangha este un râu în vestul Africii, afluent dreapta al fluviului Congo. Printre afluenți se numără Râul Ngoko, format prin unirea râurilor Dja și Bumba.